# Авескулов, Валерий Дмитриевич
Валерий Дмитриевич Авескулов (род. 31 января 1986, Красный Луч) — украинский шахматист, гроссмейстер (2006), чемпион Украины по шахматам 2007 года.
В 2004 году стал серебряным призёром шахматного турнира «Зеркальная струя».
Выпускник Харьковской юридической академии имени Ярослава Мудрого. В финальном туре 76-го чемпионата  Украины по шахматам среди мужчин, который состоялся 25 ноября 2007 года, он победил Игоря Коваленко, а два его соперника из Донецка Евгений Мирошниченко и Юрий Кузубов сыграли вничью. Набрав 6,5 очков Валерий Авескулов стал чемпионом Украины 2007 года.
В 2008 году выиграл международный турнир IX категории «Мемориал Александра Котова» (Тула). На первых Всемирных интеллектуальных играх 2008 года стал серебряным и дважды бронзовым призером.
В 2013 году в составе шахматного клуба «Юридическая академия» выиграл чемпионат Украины по шахматам среди клубных команд.
Автор ряда научных работ.
17 июля 2010 года женился на Ирине. 9 марта 2012 родился сын Иван. Работает директором и тренером в харьковском Доме Шахмат.
Защитил диссертацию на соискание учёной степени кандидата юридических наук по теме «Правове регулювання щорічних відпусток». Работает ассистентом на кафедре трудового права Национального юридического университета имени Ярослава Мудрого.

## Книги
- Attack with Black, Издательство: Gambit С. 176, ISBN 1906454396

## Изменения рейтинга
| Графики недоступны из-за технических проблем. См. информацию на Фабрикаторе и на mediawiki.org. |